# ソユーズ21号
ソユーズ21号(Soyuz 21、ロシア語: Союз 21)は、1976年のソビエト連邦の有人宇宙飛行で、サリュート5号を訪れた3度のミッションのうち最初のものである。
このミッションの目的は主に軍事的なものであったが、科学的なものも含まれた。乗組員のボリス・ボリノフとビタリー・ジョロボフは49日後に地球に帰還し、ミッションは突然終了した。
ミッションが早く終わった正確な理由は多くの議論の対象となっているが、サリュート内の空気が不快な臭いに変わり、緊急脱出したと報じられている。

## 乗組員
- 船長 - ボリス・ボリノフ(2)
- フライトエンジニア - ビタリー・ジョロボフ(1)

### バックアップ
- 船長 - ヴャチェスラフ・ズードフ
- フライトエンジニア - ワレーリ・ロズデストベンスキー

### リザーブ
- 船長 - ヴィクトル・ゴルバトコ
- フライトエンジニア - ユーリ・グラズコフ

## ミッションパラメータ
- 質量: 6,800 kg
- 近点: 246 km
- 遠点: 274 km
- 軌道傾斜角: 51.6°
- 軌道周期: 89.7分

## ミッションハイライト
ソビエト連邦の最後の軍事目的の宇宙ステーションであるサリュート5号は、1976年6月22日に打ち上げられた。最初の乗組員である船長のボリノフとフライトエンジニアのジョロボフは14日後の7月6日にソユーズ21号で打ち上げられた。着陸の機会の関係から、ミッションは当初、55日間から66日間を予定していたと推定されている。彼らは翌日にステーションとドッキングし、7月8日にはtelevised tourを行った。
彼らの滞在は、シベリアでの軍事演習と同時に行われ、宇宙ステーションの軍事監視能力の評価の一環として、軌道からこれを観測した。
彼らは若干の科学実験しか行わなかったが、その中には結晶成長の実験等があった。また、将来のプログレス補給船に影響を与えた燃料移送システムの実験等も行われた。
このミッションで行われた実験は、主にアルマースの一部としての軍事的なものであったが、純粋な科学目的の実験も、太陽の観測や水槽の中の魚の観測等が行われた。8月17日には、学校の子供達とテレビを通して交流を行った。
8月24日、ミッションがわずか10時間以内に終了することが公表された。これは、モスクワ放送のレポーターでさえも驚く進行であった。ミッションの突然の終了の理由については、当時、環境制御システムから不快な臭いが放出されたためであると報じられた。この問題は、8月17日から始まったと言われた。ソビエト連邦は当時コメントしなかったが、ステーションに搭乗した次の乗組員は呼吸マスクを装着した。後の報告では、ミッションはジョロボフの健康の悪化のために終了したことを示唆した。
乗組員はソユーズ21号に移ったが、ボリノフはドッキングのラッチを外すことができなかった。宇宙船を離すために点火すると、ドッキング機構が引っかかり、ソユーズはサリュートから離れることができなかった。ソユーズとサリュートが地上との通信が可能な範囲を外れる前、乗組員は緊急手順の最初の部分だけを受け取った。ボリノフは再びドッキングを解除しようとしたが、ラッチは少し緩んだだけだった。乗組員が緊急手順の最後の部分を受け取り、最終的にラッチを外すことができた時には、軌道1周分の90分が過ぎていた。
ソユーズ21号が早期に帰還したため、通常の着陸枠からは外れていた。下降中に強風に遭い、逆推進ロケットを非対称に点火することを余儀なくされた。機体は、ほぼ真夜中の時間に、カザフスタンのコクシェタウの南西200kmにハードランディングした。
ジョロボフの病気は、サリュートの推進剤タンクから漏れた硝酸の蒸気のためであると考えられた。しかし、他の報告では、乗組員は計画された運動を行わず、睡眠不足になったことが示唆された。アメリカ航空宇宙局は、ロシア連邦宇宙局の心理学者が、ソユーズ21は乗組員の間の詳細不明の「対人関係の問題」のために途中で終了したと言及していると報告した。ステーションへのドッキングが成功した次のミッションであるソユーズ24号では、空気が汚染されているとの懸念から、サリュート5号内の空気を宇宙に排出し、入れ替えた。